# سيدة العقربي
سيدة العقربي (22 يناير 1945 -) هي سياسية وناشطة نسوية تونسية من منطقة شنني في قابس
. شغلت عضوية مجلس النواب في عهد الرئيس السابق زين العابدين بن علي. عرفت بالمرأة التي يهابها الجميع نظرا لعلاقتها القوية بـ ليلى بن علي ونفوذها داخل الدولة قبل الثورة.

## السيرة
ولدت عام 1945 في مدينة تونس. عرفت بقربها الشديد من ليلى الطرابلسي زوجة الرئيس التونسي زين العابدين بن علي. تولت منصب رئيسة جمعية أمهات تونس من 1992 حتى 2011. بالإضافة إلى توليها عضوية مجلس النواب وعضوية المجلس الثقافي والاجتماعي والاقتصادي الأفريقي.
غادرت الحياة السياسية التونسية عام 2011 مع إندلاع الثورة وذلك بعد فرارها نحو فرنسا.
في يونيو 2015، حصلت على جائزة المرأة المتميزة على هامش الدورة الخامسة والعشرين للقمة الأفريقية التي عقدت في جوهانسبرغ في جنوب إفريقيا.
حصلت على اللجوء السياسي في فرنسا عام 2016.
قضت الدائرة الجنائية الأولى بالمحكمة الإبتدائية بتونس، المختصة في النظر في قضايا الفساد، الإثنين 17 يونيو 2019، غيابيا بسجن سيّدة العقربي لمدة 20 سنة مع النفاذ العاجل. وذلك بعد ادانتها بتهم فساد مالي وإستيلاء على أموال عمومية وتجاوزات مالية متصلة بجمعية «أمهات تونس».
قضت المحكمة الابتدائية بتونس، في 14 أكتوبر 2022، بعدم سماع الدعوى في حق سيدة العقربي الرئيسة السابقة لجمعية «أمهات تونس» وتبرءتها من تهم إختلاس وفساد مالي في قضية تتعلق بتبرعات تحصلت عليها الجمعية من مؤسسات حكومية وعمومية.